# 鲜滩站
鲜滩站是一个成昆线上的铁路车站，位于四川省眉山市东坡区松江镇鲜滩村，建于1965年，目前为四等站，邮政编码为612160。目前客运：办理旅客乘降；不办理行李、包裹托运；货运仅办理专用线、专用铁路货运业务。复线化后设有到发线6条（含正线2条）、货物线1条，设有通往金锣食品、启明星铝业和中铁八局二公司鲜滩基地的专用线。